# Presidente Vargas (Maranhão)
Presidente Vargas é um município brasileiro do interior do estado do Maranhão. Localiza-se na Microrregião de Itapecuru Mirim e Mesorregião do Norte Maranhense, a 165 km de São Luís.

## História

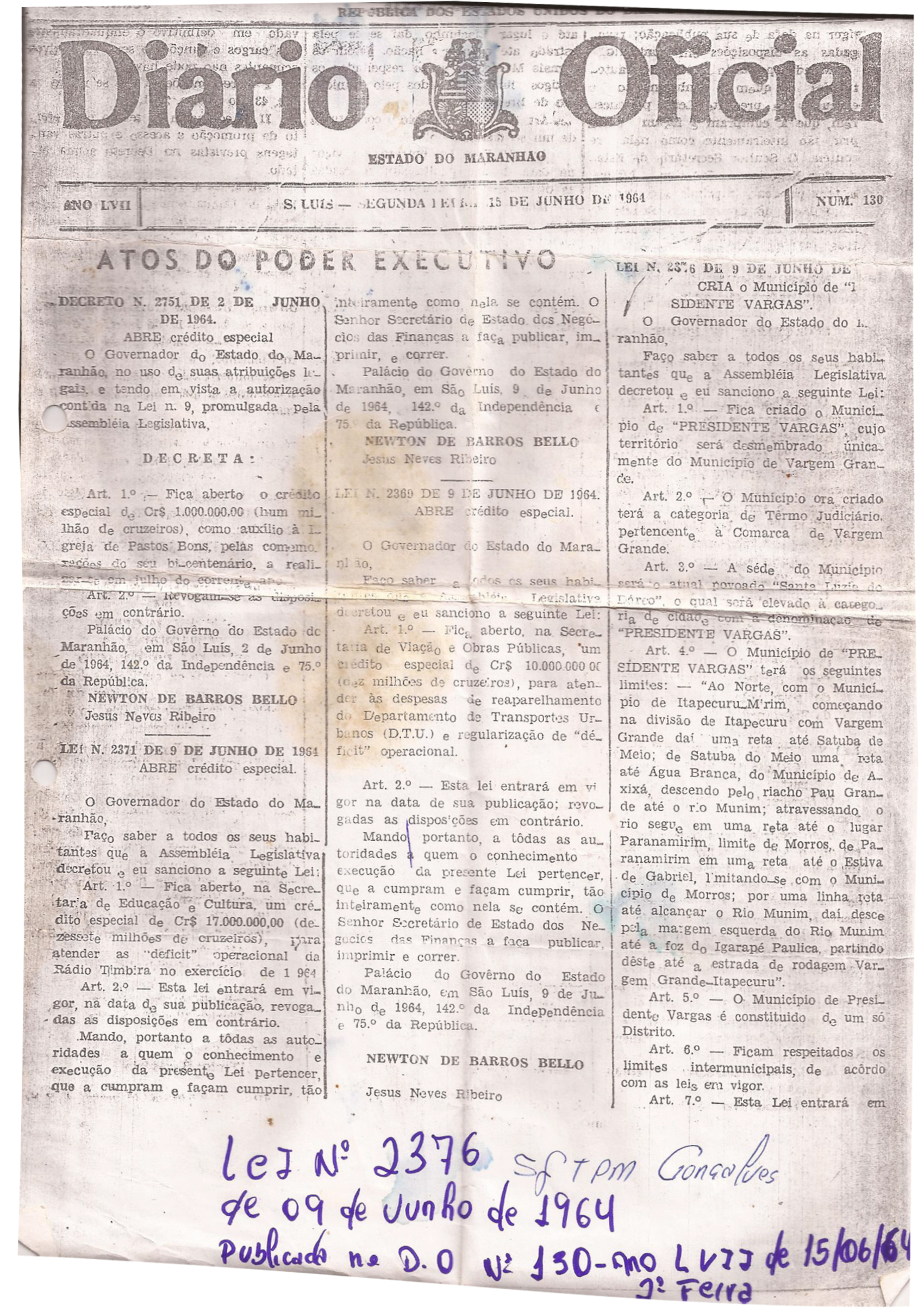
Edição do Diário Oficial do Estado do Maranhão com a lei de criação do município.

Originalmente surgiu o povoado chamado Santa Luzia do Daréu, fundado pelo então Coronel Pedro Daréu, tendo que mudar posteriormente para Presidente Vargas, por ser um nome politicamente mais viável à sua emancipação, esta que ocorreria em 9 de junho de 1964 quando foi homologada a lei nº 2.376, que criava o município de Presidente Vargas, desmembrando o mesmo do município de Vargem Grande. A instalação do município acontece em 13 de fevereiro de 1965 conforme a Ata da seção solene de instalação dirigida pelo Dr. José Ribamar Andrade Juiz de Direito da comarca de Vargem Grande.
- Commons
- Wikisource

## Geografia
Presidente Vargas limita-se com os municípios de Vargem Grande, Cachoeira Grande, Itapecuru Mirim, Presidente Juscelino, Morros e Nina Rodrigues. O único acesso para o município é através da rodovia MA 020.
O município é banhado pelo rio Mumim pela zona rural. E pelos riachos da Paulica e Mocambo. 

### Clima
O clima é tropical úmido, com regime de chuva predominantemente nos primeiros meses do ano e temperatura em média em torno de 35 °C.

### Demografia
Em 2022, a população do município foi contada pelo Instituto Brasileiro de Geografia e Estatística em 10 529 habitantes em uma area de 459,360 km, ocupando a 164 posição entre os municípios do estado.
- População residente: 10 529
- População masculina: 5.329 habitantes
- População feminina: 5.200 habitantes.
- Total da população: 10.529
- Zona urbana: 4.850
- Zona rural: 5.679

### Infraestrutura
A cidade conta com avenidas e ruas de grande importância, como a Avenida Pedro Dareu, principal da cidade com comércios locais, lojas, escolas e igrejas, também a Avenida Pio XII e entre outras.
O município é interligado pela MA-020 que liga a cidade de Nina Rodrigues e Itapecuru Mirim, Vargem Grande pela BR-222.

## Religião
A Religião predominante é a católica, embora existam muitas igrejas evangélicas.

### Festejo
Festejo da padroeira de Santa Luzia é realizado no dia 13 de dezembro, onde reúne fiéis católicos da região que desejam alcançar graças pela intercessão de Santa Luzia que é conhecida como a Santa Protetora da Visão.

## Política

### Poder municipal
O poder político em Presidente Vargas é representado pelo prefeito, vice-prefeito e secretários municipais, os secretários encarregados dos vários setores administrativos, são de livre escolha do prefeito  permanecendo no cargo enquanto ele achar conveniente. Para o prefeito criar alguma lei, é preciso a aprovação do Poder Legislativo, sendo este composto pela Câmara dos Vereadores. São símbolos oficiais da cidade o brasão, a bandeira e o hino.

### Eleitorado
Seu eleitorado total é de 10.031 eleitores em 2016.

## Prefeitos
- José do Lago Lima (interino) - 1965
- Wladimir Barbosa Uchôa - 1966 a 1969
- Luiz Alberto Coqueiro - 1970 a 1972
- João Uchôa Mendes - 1973 a 1976
- Afonso Celson Viana Neto - 1977 a 1982
- Manoel Mendonça Nicácio - 1983 a 1988
- Sebastião Figueiredo Mendes - 1989 a 1992
- Afonso Celso Viana Neto - 1993 a 1996
- José Bezerra Frazão - 1997 a 2000
- Afonso Celso Viana Neto - 2001 a 2004
- Raimundo Bartolomeu Aguiar - 2005 a 2007
- Luis Gonzaga Coqueiro Sobrinho - 2007 a 2008
- Luis Gonzaga Coqueiro Sobrinho - 2008 a 2012
- Ana Lúcia Cruz Rodrigues Mendes - 2013 a 2016
- José Herialdo Pelucio Junior (†) - maio 2017[8][9]
- Wellington Costa Uchoa - 2017, maio a 2020
- Fabiana Rodrigues Mendes - 2021 a 2028